# Juan Antonio de las Heras Muela
Juan Antonio de las Heras Muela, né le 5 février 1957, est un homme politique espagnol membre du Parti populaire (PP).

## Biographie

### Vie privée
Il est marié et père de deux filles.

### Formation et profession
Il est titulaire d'une licence en sciences économiques et entrepreneuriales, spécialisé en politique économique. Il est technicien supérieur en administration locale à la députation provinciale de Guadalajara.

### Activités politiques
Il est premier adjoint au maire de Sigüenza de 1995 à 1999 et premier adjoint au maire de Guadalajara de 2007 à 2015. Il est député provincial de 1999 à 2008.
Le 9 mars 2008, il est élu sénateur pour Guadalajara au Sénat et réélu en 2011, 2015 et 2016.